# Delilah (песня Тома Джонса)
«Delilah» (рус. «Делила» / «Делайла» / «Дилайла») — песня британского эстрадного исполнителя Тома Джонса из одноимённого альбома 1968 года. Песня написана Барри Мэйсоном (англ. Barry Mason) на музыку Леса Рида (англ. Les Reed).
Песня стала заглавной в альбоме, который в 1968 году в течение двух недель продержался на верхних позициях британских чартов, получила широкую популярность в Европе. Неоднократно создавались русскоязычные версии песни.

## Сюжет песни
Герой Тома Джонса — обманутый любовник, вынужденный шпионить за своей возлюбленной. Силуэт в её окне в обнимку с другим мужчиной практически сводит его с ума. Дождавшись рассвета, когда любовник уходит, он стучит в дверь Далилы, которая откровенно насмехается над его ревностью. Герой этого не выдерживает и ножом убивает её.
Придя в себя после содеянного, он просит прощения и ожидает неизбежного — прихода полиции.

## Название песни
Delilah — так на английский манер произносится имя филистимлянки Далилы, персонажа Ветхого Завета, обольстившей и предавшей Самсона.

## Версии песни

### Английский текстБарри Мэйсона(англ.Barry Mason)(оригинал)
I saw the light on the night that I passed by her window.

I saw the flickering shadows of love on her blind.

She was my woman,

As she deceived me I watched and went out of my mind.
My, my, my, Delilah!

Why, why, why, Delilah

I could see that girl was no good for me,

But I was lost like a slave that no man could free.

Версия звучала в исполнении:
- Тома Джонса (1968 год, первое исполнение)
  - Тома Джонса и Лучано Паваротти (дуэт)
  - Тома Джонса и Адриано Челентано (дуэт в программе «Сказать по правде — мне плевать» (итал. Francamente me ne infischio); 1999 год)
- хорватского певца Вице Вукова (1968 год)
- советского певца Муслима Магомаева[1]
- британского рок-музыканта Брюса Дикинсона
- британской рок-группы «Sensational Alex Harvey Band» (1975 год)
- финской рок-группы «Leningrad Cowboys» (1994 год, альбом «Happy Together»)[2]
- кузена Бо — героя Кристофера Уокена в фильме «Любовь и сигареты» (2005 год)
- Inkubus Sukkubus, альбом 1999 года «Wild»

### Русский текстМихаила Пляцковского
В маленьком городе нашем сто тысяч красавиц,

Но ни одна мне из них ни за что не нужна.

Всё очень просто:

Их-то сто тысяч, а Лайла на свете одна.
Лай-лай-лай, ла-лай-ла!

Лай-лай-лай, ла-лай-ла!

Под окном твоим пусть я не стою

Но о тебе всё равно я пою и пою

Версия звучала в исполнении:
- Эмиля Горовца (1968 год)[3]

### Русский текстОнегина Гаджикасимова
Дочь родилась у шарманщика доброго Карло,

Радостный папа не знал, как ребёнка назвать

И под шарманку

Не уставал он и ночью, и днём напевать:
Лай-лай-лай, ди-лай-ла!

Лай-лай-лай, ди-лай-ла!

Скоро втроём — шарманка, ты и я —

С песенкой этой всю землю пешком обойдём!

Версия звучала в исполнении:
- Муслима Магомаева[1]
- Филиппа Киркорова
  - 1996 год, проект «Старые песни о главном 2»
  - 1998 год, альбом «С любовью к Единственной»

### Русский текст Геннадия Георгиева
Помнишь ли наши безумные клятвы, Дилайла?

Всё зачеркнула ты разом, как птица крылом.

Это не я,

Это любовь наша плачет навзрыд о былом.
Ангел мой — Дилайла!

Дьявол мой — Дилайла!

Всё позади: счастье, радость и свет,

Сердце в крови за измену прощения нет

Версия звучала в исполнении:
- Рената Ибрагимова

### Русский текстВалерия Яшкина
Светом во тьме беспросветной была для меня ты.

Радугой счастья мои озаряла мечты.

Где ты, Делайла, вечером лунным кому улыбаешься ты.
О, моя Делайла, где же ты, Делайла?

Я зову — вернись ко мне скорей,

Нежной улыбкой озябшее сердце согрей.

Версия звучала в исполнении:
- ВИА «Песняры» (солист — Владимир Мулявин)[4]

### Русский текстКарена Кавалеряна
Я ждал тебя, целый вечер, бродил у подъезда

Жаль, что навеки с тобой нас судьба развела!

Мы были вместе,

Но почему в этот вечер с другим ты ушла?
Лай-лай-лай, Дилайла!

Лай-лай-лай, Дилайла!

И, может быть, во всём виновен я сам,

Но всё равно я тебя никому не отдам!

Версия звучала в исполнении:
- Алексея Гомана[5]
- Алексея Гомана, Александра Панайотова и Алексея Чумакова (трио)

## Популярность
- 1968 год Песню на немецком языке исполнил Петер Александер
- 1968 год Песню на итальянском языке исполнил Джимми Фонтана (итал. Jimmy Fontana)
- 1968 год Песню на чешском языке исполнил Карел Готт (чеш. Čas růží, «Время роз»)
- 1970-е годы Песня становится официальным гимном профессионального английского футбольного клуба «Сток Сити». По легенде песня зазвучала в пабе, когда болельщиков попросили прекратить распевать песни с ненормативной лексикой[6]
- 1974 год Песня несколько раз упоминается в повести Геннадия Михасенко «Милый Эп», став символом для главного героя книги. Один из эпизодов повести частично повторяет сюжет песни